# لطفي نقض
لطفي نقّض هو سياسي تونسي ورئيس الاتحاد الجهوي للفلاحة بتطاوين والمنسق العام لحزب حركة نداء تونس. توفي في 2012 بسبب تعنيفه من قبل مناهضين للحزب الحاكم سابقا. وتم في نوفمبر إيقاف 8 أشخاص على ذمة التحقيق في قضيته. أعدّ حزب حركة نداء تونس ملف شكوى للمحكمة الجنائية الدولية ضد علي العريض وزير الداخلية والقيادي في حركة النهضة، وراشد الغنوشي رئيس الحركة، ومحمد عبو أمين عام حزب المؤتمر من أجل الجمهورية شريك النهضة في الائتلاف الحاكم، ومحمد معالج رئيس الرابطة الوطنية لحماية الثورة.
وقد أطلق سراح الموقوفين في قضية وفاته يوم 03 جانفي 2014 حيث اثبتت محكمة التعقيب في تونس أن وفاته كانت إثر نوبة قلبية.